# Korleone Young
Suntino Korleone Young (Wichita, 31 dicembre 1978) è un ex cestista statunitense.

## Carriera

### Gli inizi
La carriera giovanile di Suntino Korleone Young comincia alla Wichita High School East, dove resta per tre anni dal 1994 al 1997, dove mette in mostra un gran potenziale.  La sua ultima annata, invece, la trascorre giocando per la Hargrave Military Academy, dal 1997 al 1998, dove è il protagonista della squadra. L'ottima stagione gli apre prospettive per il futuro.

### NBA (1999)
Il 24 giugno 1998, nel corso del draft NBA 1998, viene selezionato al secondo giro come 40ª scelta dai Detroit Pistons.

## Statistiche
| Stagione  | Squadra            | Competizione | Media punti |
| --------- | ------------------ | ------------ | ----------- |
| 1999      | Detroit Pistons    | NBA          | 4,3         |
| 1999-2000 | Richmond Rhythm    | IBL          | 9,7         |
| 2000-2001 | Rockford Lightning | CBA          | 18,3        |

## Palmarès
- McDonald's All-American Game (1998)
- Miglior stoppatore CBA (2001)